# Hiver 54, l'abbé Pierre
Hiver 54, l'abbé Pierre è un film del 1989 scritto e diretto da Denis Amar e interpretato da Lambert Wilson, Claudia Cardinale e Antoine Vitez.

## Trama
Basato su una storia vera, racconta gli sforzi de l'Abbé Pierre, un parroco per ottenere assistenza dal governo per i senzatetto, che dopo la Seconda guerra mondiale, vivono nel degrado più assoluto.

## Riconoscimenti
Per quest'interpretazione Lambert Wilson ha ricevuto il Premio César nel 1990 come miglior attore.